# 陳組綬
陳組綬（？—1637年），字伯玉，號伊菴，常州府武進縣人，明朝政治人物。

## 生平
天啓元年（1621年），陳組綬中式辛酉科應天鄉試解元，崇禎七年（1634年）甲戌科二甲第三名進士，礼部觀政，六月獲授兵部车驾司主事，十二月改職方司主事，管理章奏；任內勤勞盡責，用空餘時間寫下《職方圖》，記載各地錢賦出入和關軍要害。九年（1636年）他到山東主考鄉試，事成後立刻赴部籌兵畫餉，因此積勞成疾。崇祯十年去世，死前哀歎：「吾此身不死疆場，而死床笫乎！」行囊中仍有籌謀的奏草。

## 轶事
陳組綬善於書法，人們都紛紛到來乞書。

## 著作
有著作《五經副墨》、《孝苑編史》、《舫齋詩文》流傳。

## 家庭
曾祖陈文经；祖陈万言；父陈善道。兒子陳震生在崇禎十六年成進士。

## 引用
1. 1 2  道光《武進陽湖縣合志·卷二十四·人物志三》：陳組綬，字伯玉，崇禎【天啟】辛酉解元，（崇禎）甲戌成進士，授兵部職方主事。勤勞盡職，以其暇著《職方圖》，凡京省都邑，九邊四塞，山川險阻，錢賦出入，關軍要害者悉載焉。丙子奉命典試山東，役竣，星馳赴部籌兵畫餉倍於平時，積勞成疾。臨終呼曰：「吾此身不死疆場，而死床第乎！」簡篋猶見伐謀制勝奏草。生平善書，乞書者麕至，所著有《五經副墨》、《孝苑編史》、《舫齋詩文》諸書行世。子震生，癸未進士，善詩文，為人落落有奇氣，所著有《思廬草》。
2. ↑  《崇祯七年甲戌科进士三代履历》：陈组绶，曾祖大継；祖万言；父善道。伊春，诗四房，庚子年五月二十九日生，常州府武进县人，辛酉乡试一名，会八名，二甲三名，礼部观政，六月授兵部车驾司主事，管理章奏，丙子山东主考，丁丑卒。
3. ↑  《崇祯柒年甲戌进士三代履历》：陈组绶，曾祖文经；祖万言；父善道。伊菴，诗四房，庚子年五月二十九日生，武进人，辛酉一名，会八名，二甲三名，礼部政，授车驾司主事，十二月改职方司，管章奏，丙子山东主考，丁丑卒。